# هری براون (سیاستمدار)
هری اِدسون براون (Harry Edson Browne)‏‏ (۱۷ ژوئن ۱۹۳۳–۱ مارس ۲۰۰۶)، نویسنده، سیاستمدار و مشاور سرمایه‌گذاری آمریکایی بود. وی نامزد حزب لیبرترین در انتخابات‌های ریاست‌جمهوری ۱۹۹۶ و ۲۰۰۰ بود. براون ۱۲ کتاب را به رشتهٔ تألیف درآورده بود که مجموعاً بیش از ۲ میلیون نسخه از آن به فروش رسیده است.

## حرفه

### خدمات در نیروهای مسلح
براون در ۵ ماه مه سال ۱۹۵۳ به خدمت در نیروهای زمینی ایالات متحده درآمد. براون به‌هدف تحصیل در رشتهٔ رمزنگاری به مرکز آموزشی سپاه سیگنال جنوب‌غربی در کمپ سن لوئیس اوبیسپو ایالت کالیفرنیا رفت. در ۴ ماه اکتبر سال ۱۹۵۳، به بیکینی آتول (جزیره مرجانی بیکینی) واقع در جزایر مارشال محل آزمایش‌های بمب هیدروژنی عملیات قلعه ۱۹۵۴ اعزام شد.
براون در سال ۱۹۵۵ به هدف پایان دورهٔ مأموریت نظامی خود به انوتاک اعزام شد و بعد از ختم مأموریت در آنجا به نیروهای ذخیره ارتش به پایگاه ارتش در فورت هوآچوکا واقع آریزونا منتقل شد. در ۲۸ ماه فوریه سال ۱۹۶۱ از نیروهای مسلح ترخیص افتخاری دریافت کرد و در ۱ ژوئیه سال ۱۹۶۱ از نیروهای ذخیره ارتش ترخیص شد.

### فعال اجتماعی و نویسنده
براون در دههٔ ۱۹۶۰ به عنوان مدیر اجرایی تبلیغات و فروش مصروف به کار بود. بعدها زندگی خود را وقف جنبش «آمریکایی گرایی» کرد. براون به این باور بود که روزنامه‌های آمریکایی با کمال میل مطالب معرفی کننده سبک زندگی آمریکایی را می‌خرند؛ از همین‌رو، در سال ۱۹۶۱ مالکیت بنگاه انتشاراتی ویژگی‌های سبک زندگی آمریکایی، یک سازمان ویژه روزنامه را به عهده گرفت و به عنوان سردبیر طرحی را به‌منظور تبدیل خدمات از برنامهٔ یارانه‌ای به خدمات سودآور آغاز کرد. این سازمان در رقابت با تمامی سندیکاهای شناخته شده، ویژگی‌های «آمریکایی‌گرایی» را به فروش رسانید. سبک زندگی آمریکایی، ستون روزنامهٔ براون در بیش از ۲۰۰ روزنامه در سراسر آمریکا به چاپ رسید.
براون در تابستان سال ۱۹۶۲ به‌عنوان مدیر تبلیغات ماهنامهٔ پیشرفت آمریکا بسوی آزادی اقتصادی کمیتهٔ اصلاحیهٔ آزادی، معرفی شد. در ماه اکتبر دستیار سردبیر و در ماه نوامبر سردبیر این روزنامه شد. در بهار سال بعدی مجله مذکور به مجلهٔ آزدی تغییر نام یافت و بروان الی ماه فوریه سال ۱۹۶۴ تا زمان تغییر توجه کامل به بنگاه انتشاراتی ویژگی‌های سبک زندگی آمریکایی، به عنوان سردبیر در آن روزنامه به کار خود ادامه داد.

### نظریهٔ سرمایه‌گذاری و مفهوم «سبد سرمایه‌گذاری دائمی»
براون در دههٔ ۱۹۶۰ دوره‌های آموزشی مانند: اقتصاد آزادی، ابزارهای موفقیت، ابزار بازار، اقتصاد موفقیت و هنر «زندگی سودآور» را نیز تدریس کرد. براون در بیشترین سال‌های عمر خود مشاور سرمایه‌گذاری بود و راهبرد سرمایه‌گذاری به اصطلاح «سبد سرمایه‌گذاری دائمی» را تدوین کرد که چهار نوع شرایط اقتصادی قابل تطبیق بر دورهٔ سرمایه‌گذاری مشخص و طبقات سرمایه مناسب که هم سود حاصل از این شرایط و هم یک تعداد معیارهای حفاظتی را در صورت به اجراء درآمدن آنها به همراه دارد، شناسایی می‌نماید.
براون نخستین کتاب خود را تحت عنوان چگونه می‌توانید از کاهش ارزش پول در آینده سود ببرید در سال ۱۹۷۰ منتشر کرد. براون دومین کتاب خود را تحت عنوان چگونه آزادی را در دنیای غیر آزاد یافتم در سال ۱۹۷۳ منتشر کرد. شما می‌توانید از یک بحران پولی سود ببرید، سومین کتاب براون بود. براون به نوشتن و نشر کتاب‌ها منجمله کتاب مالیش تحت عنوان سرمایه‌گذاری شکست ناپذیر: امنیت مالی دائمی در ۳۰ دقیقه چاپ سال ۲۰۰۱، ادامه داد. بر اساس اطلاعات مندرج وبسایت براون، وی مشاور صندوق سبد سرمایه‌گذاری دائمی بود که از بعضی راهکارهای سرمایه‌گذاری که در کتابش تحت عنوان سرمایه‌گذاری شکست ناپذیر تشریح کرده، استفاده می‌کرد. براون کتاب‌های دیگری را نیز تألیف کرد و در مورد زندگی فعالانه به سبک زندگی لیبرالی، توضیحات ارائه کرد. کتاب وی تحت عنوان چگونه آزادی را در دنیای غیر آزاد یافتم، در مورد نحوهٔ تطبیق مفاهیم لیبرترین به هر جنبهٔ زندگی افراد، توضیحات مفصلی ارائه کرده‌است. «هنر زندگی سودآور»، مجموعه سخنرانی‌های براون منتشرهٔ ۱۹۶۰، در یک آلبوم ۲۰ سی دی تحت عنوان «بر دنیای خود حکومت کنید»، منتشر شد.

## کمپین‌های ریاست‌جمهوری
براون در انتخابات‌های سال‌های ۱۹۹۶ و ۲۰۰۰، نامزد حزب لیبرترین ایالات متحده بود. در انتخابات سال ۱۹۹۶، به تعداد ۴۸۵٬۷۹۸ یا ۰٫۵ درصد آرا و در انتخابات سال ۲۰۰۰، به تعداد ۳۸۴٬۵۱۶ یا ۰٫۴ آرا از آن خود کرد.
کمپین‌های وی در هردو انتخابات واجد شرایط دریافت وجوه همسان (تأمین مالی از طریق مشارکت عمومی و خیریه) بود اما براساس برنامه کمپین خود آن را قبول نکرد. خودداری براون از پذیرش وجوه همسان، سبب شد که از طرف اعضای حزب لیبرترین و مخالفین وجوه همسان تشویق شود، اما همچنان سبب شد که در معرض رسانه‌های «جریان اصلی» قرار گیرد. براون گفت باید به آنچه که در سخنرانی‌های آزادی‌خواهانه خود بیان کرده‌است، صادق باشد و «این خیلی‌ها برایم غیرمناسب است که بعد از محکوم کردن جمهوری‌خواهان و دموکرات‌ها به‌خاطر انجام این کار، درگیر جمع‌آوری پول شوم». حزب لیبرترین در جریان هردو انتخابات، در تمامی پنجاه ایالت و حوزهٔ انتخابیهٔ کلمبیا در رای‌گیری حضور داشت. اما با این وجود در رای‌گیری انتخابات سال ۲۰۰۰ آریزونا حضور نداشت، چنان‌چه حزب لیبرترین آریزونا، ال. نیل اسمیت، را در اعتراض علیه براون به جایگزین وی کرد.
ادعاهای تخطی توسط یکی از کارمندان کمیتهٔ ملی حزب لیبرترین در جریان کمپین انتخاباتی ریاست‌جمهوری سال ۱۹۹۶ براون، در جریان دور دوم کاندیداتوری وی در سال ۲۰۰۰، بالا گرفت. براون به اتهامات پیرامون این جنجال پاسخ داد.

## اواخر زندگی
براون پس از انتخابات سال ۲۰۰۰ به کار خود به‌منظور افزایش محبوبیت اهداف حزب لیبرترین ادامه داد. براون افزون بر نوشتن و حضور در مجالس عمومی از طرف بنیاد داون‌سایز DC (سازمانی که براون مشترکاً با دیگران آن را تأسیس کرد و به مدت یک و نیم سال رئیس سیاست عمومی آن بود)، میزبان دو برنامه شبکه رادویی هفته‌وار بود که یکی در شنبه‌ها نشر می‌شد و به موضوعات سیاسی می‌پرداخت که براون آن را «مکالمه حزب لیبرترین» (زیرا که شنوندگان تشویق می‌شدند که در این برنامه تماس بگیرند) نامید و برنامه دیگر در یک‌شنبه‌ها بنام «نمایش پول» که به موضوعات مالی می‌پرداخت. هردوی این برنامه‌های رادیویی شبکه ارتباطاتی جنسیس بود. براون با شبکه خبری بازار آزاد نیز کار کرد که در بسیاری از ایام سال ۲۰۰۵ رئیس و تحلیلگر ارشد سیاسی این شبکه بود. براون از طریق شبکهٔ خبری بازار آزاد برنامه تلویزیونی اینترنتی شخصی خود را داشت که این هفته در حزب لیبرترین یاد می‌شد که ۲۵ برنامهٔ آن منتشر شد.